# 岡野大嗣
岡野 大嗣（おかの だいじ、1980年1月1日 - ）は、日本の歌人。大阪府出身。無所属。

## 来歴
2011年、笹井宏之『えーえんとくちから』と石川啄木『一握の砂』を読んだことで作歌を始める。短歌結社には所属せず、活動初期は新聞や雑誌の短歌投稿欄を作品発表の場としていた。はじめて採用されたのはフリーペーパー紙『うたらば』。その後は『夜はぷちぷちケータイ短歌』や『短歌あります』（ダ・ヴィンチ）、新聞歌壇などで常連投稿者になる。
2014年8月、『選択と削除』で第57回短歌研究新人賞次席。選者の穂村弘からは「アイロニカルな眼差し」「批評を突き抜けたブラックユーモア」を評価される。同年12月、書肆侃侃房から第一歌集『サイレンと犀』を出版。
2018年、木下龍也との共著歌集『玄関の覗き穴から差してくる光のように生まれたはずだ』を出版。発行部数は1万3千部(2020年12月28日時点)。
2020年、ナナロク社の「あたらしい歌集選考会」の選考者に就任。
2023年度「NHK短歌」第4週選者。

## 作品

### 歌集
- 『サイレンと犀』書肆侃侃房、2014年、ISBN 978-4-86385-166-5
- 『たやすみなさい』書肆侃侃房、2019年、ISBN 978-4-86385-380-5
- 『音楽』ナナロク社、2021年、ISBN 978-4-86732-007-5
- 『うれしい近況』太田出版、2023年、ISBN 978-4-7783-1894-9

### 共著
- 『玄関の覗き穴から差してくる光のように生まれたはずだ』木下龍也共著、挟込小説:舞城王太郎、ナナロク社、2018年、ISBN 978-4-904292-77-8
- 『今日は誰にも愛されたかった』木下龍也・谷川俊太郎共著、ナナロク社、2019年、ISBN 978-4-904292-91-4

### アンソロジー
- 『黒い雲と白い雲との境目にグレーではない光が見える』監修、左右社、2021年、ISBN 978-4-86528-017-3

- 『新短歌教室の歌集 1』木下龍也共同監修、ナナロク社、2021年、ISBN 978-4-86732-003-7

### 連載
- 「岡野大嗣と詠むレッツ短歌！」Meets Regional、京阪神エルマガジン社、2021年6月号 - 連載中